# قرد جنوبي

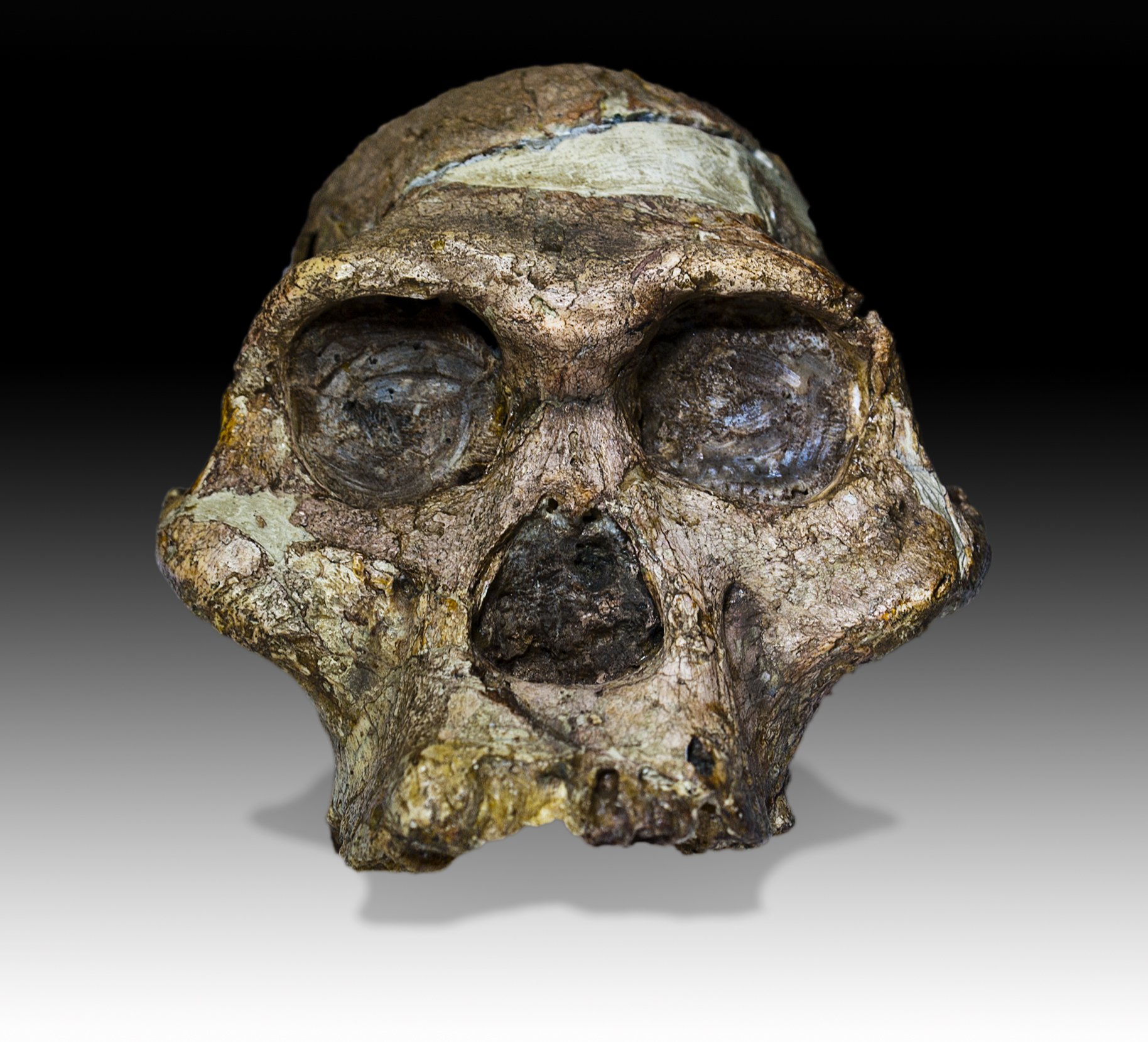
القرد الجنوبي

القرد الجنوبي أو سِعْلَاة الجنوب أو شبيه الإنسان الأسترالي هو جنس من البشراناوية ويعتبر أول من مشى على الأرض بقدمين أثنين قبل 4.2 مليون سنة. انقرضت بصورة غريبة جميع فصائلها قبل ما يزيد على مليوني سنة. أي عاشت ما يقارب المليوني سنة. ويعتقد العلماء أيضًا بأن مجموعة بشراني قد تفرعت عن هذا الجنس. والعلاقة التي تربط بين جنس القرد الجنوبي وأوائل أشباه البشر من جنس بشراني مهمه للغاية لفهم اين يأتي الإنسان الحديث بين هذه الأجناس كلها. ويأتي في جنس القرد الجنوبي عدة أصناف شبه بشريه منها مرتبة حسب أقدميتها وجميع هذه الفصائل يوجد لها أحافير محفوظة في متاحف العالم.
- القرد الجنوبي الأنامي
- القرد الجنوبي العفاري
- القرد الجنوبي الأفريقي

يتشارك القرد الجنوبي في العديد من الصفات مع القردة المعاصرة والبشر، وكان منتشرا عبر شرق وشمال أفريقيا قبل 3.5 مليون عام مضت. يمكن مشاهدة أولى الأدلة على أشباه بشر يمشون على قدمين بشكل أساسي في موقع لايتولي بتنزانيا. يحتوي هذا الموقع على آثار آقدام لأشباه بشر تشبه بشكل كبير تلك الخاصة بالبشر المعاصرين ويرجع تاريخها إلى 3.5 عام. صنفت آثار الأقدام هذه بشكل عام على أنها تخص أفراد القرد الجنوبي، حيث أنهم أشباه البشر الوحيدون الذين وجدوا في تلك المنطقة في ذلك الوقت.
يعتبر القرد الجنوبي الأنامي والقرد الجنوبي العفاري وأيضا القرد الجنوبي الأفريقي من بين أشهر أشباه البشر المنقرضين. اعتقد سابقا أن القرد الجنوبي الأفريقي سلف لجنس البشراني (الإنسان) (بالتحديد البشراني إريكتوس). لكن الأحافير المنتسبة إلى جنس البشراني وجد أنها أقدم من القرد الجنوبي الأفريقي. ومن ثم، فإما أن جنس البشراني انشق عن جنس القرد الجنوبي في وقت سابق (وفي هذه الحالة سيكون آخر سلف مشترك القرد الجنوبي العفاري أو حتى نوع أقدم كأناسي كينيا)، أو أنهما ربما قد تطورا من سلف مشترك غير معروف بشكل مستقل.
وفقا لمشروع جينوم الشمبانزي، فإن سلالات البشر (الأرديبثكس، القرد الجنوبي، والبشراني) والشمبانزي (ساكن الكهوف والقزم) تباعدت منحدرة من سلف مشترك منذ 5 إلى 6 ملايين عام، وذلك بفرض أن معدل التطور كان ثابتا. ومن المرجح نظريا أن يحدث التطور بشكل أبطأ، وليس بشكل أسرع، انطلاقا من التاريخ الذي تقترحه الساعة الجينية (والتي تكون نتيجتها في صورة أصغر سلف مشترك، أي آخر تاريخ محتمل لتباعد السلالات). ومع ذلك، فأشباه البشر الذين اكتُشفوا مؤخرا أقدم بشكل ما مما قد يقترحه معدل التطور.
يبلغ عمر إناسي الساحل التشادي نحو 7 ملايين عام، وعاش الأورورين التوجيني قبل حوالي 6 ملايين عام على الأقل. ولأن المعروف عنهما قليل، فإنهما محل جدال بين العلماء، إذ أن الساعة الجزيئية لدى البشر توضح أن البشر والشمبانزي انفصلا جينيا بعد مليون عام من ذلك على الأقل. تقترح إحدى النظريات أن البشر والشمبانزي افترقا بشكل ما أولا، ثم جاءت تجمعات منهما وتوالدت فيما بينهم بعد مليون عام من الافتراق.

## المورفولوجيا
يبلغ حجم الدماغ لدى معظم أنواع القردة الجنوبية نحو 35% من حجم الدماغ البشري الحالي. وكانت معظم أنواع القردة الجنوبية صغيرة ونحيفة، فكان طولها أثناء الوقوف يتراوح ما بين 1.2 متر إلى 1.4 متر. كما أن العديد منها يملك تغايرا جنسيا جسديا، حيث تكون الذكور أكبر حجما من الإناث.
وفقا لأحد الباحثين، أ. زيهلمان، فإن النسب الجسدية للقرد الجنوبي تتشابه مع تلك الخاصة بالبونوبو (الشمبانزي القزم)، مما قاد البيولوجيين التطوريين من أمثال جيرمي غريفيث إلى اقتراح أن البونوبو ربما يكون متشابها في نمطه الظاهري مع القرد الجنوبي. وعلاوة على ذلك، فإن نماذج تنظيم الحرارة تشير إلى أن القرد الجنوبي كان مغطى تماما بالشعر، وتشابه في ذلك بشكل أكبر مع الشمبانزي والبونوبو مقارنة بالبشر.
لا يملك البشر الحاليون نفس التغاير الجنسي الجسدي الذي يبدو أن القرد الجنوبي قد امتلكه. ففي التجمعات السكانية المعاصرة، يزيد حجم الذكور في المتوسط بنسبة 15% عن الإناث فحسب، بينما في حالة القرد الجنوبي، فكان ممكنا أن يزيد حجم الذكور 50% عن حجم الإناث. إلا أن الأبحاث الحديثة تقترح أن القرد الجنوبي امتلك درجة أقل من تغاير الجنس الجسدي الذي تقترحه تلك الرسوم التوضيحية، ولم يستقر الرأي على هذه المسألة بعد.

## التباين النوعي
تختلف الآراء حول ما إذا كان واجبا إدراج أنواع أ. آيثيوبيكوس، أ. بويسي، أ. روبستس ضمن جنس القرد الجنوبي، وليس هناك إجماع حالي على ما إذا كان واجبا إدراجهم في جنس مميز، وهو البارانثروبوس، والذي يقترح أنه تطور من سلفه القرد الجنوبي. وحتى نصف العقد الماضي، أدرجت أغلبية المجتمع العلمي جميع الأنواع التي تبدأ باسم القرد الجنوبي في جنس واحد. ويختلف الجنس المفترض مورفولوجيا عن القرد الجنوبي، وتفترض مورفولوجيته الخاصة أن سلوكه كان مختلفا كثيرا عن أسلافه، هذا على الرغم من أن هناك اقتراح يشير إلى أن الخصائص المميزة لكل من أ. آيثيوبيكوس، أ. بويسي، وأ. روبستس قد تكون تطورت بشكل مستقل.

## الدور التطوري

خريطة لأماكن أحفورات الأسترالوبيثكس في أفريقيا

يوضح السجل الأحفوري، على ما يبدو، أن القرد الجنوبي هو السلف المشترك لمجموعة محددة من أشباه البشر تدعى البارانثروبوس وكذلك، على الأرجح، لجنس البشراني، الذي يشمل البشر الحاليين. ورغم أن الذكاء الذي امتلكه أشباه البشر البدائيين لم يكن على الأرجح متطورا أكثر من ذلك الذي يمتلكه القردة الحاليون، فالقامة التي تمشي على رجلين هي العامل الأساسي الذي يميز هذه المجموعة عن الرئيسيات السابقة لها، والتي كانت رباعية الأرجل. لا تتماشى مورفولوجيا القرد الجنوبي مع ما اعتقده العلماء سابقا، وهو أن الزيادة الكبيرة في حجم الدماغ سبقت المشي على رجلين.
وإذا كان القرد الجنوبي العفاري هو شبيه البشر صاحب آثار الأقدام التي عثر عليها في لايتولي، فسيعزز ذلك الفكرة القائلة بأن أ. أفارينسس امتلك دماغا صغير، لكنه كان يمشي على رجلين. توضح الأدلة الأحفورية الشبيهة بهذا أن المشي على رجلين سبق وجود الأدمغة الكبيرة بوقت كبير. ومع ذلك، فالأمر بخصوص كيفية ظهور المشي على رجلين لأول مرة لا يزال محل جدال، وهناك مفاهيم عديدة قيد الدراسة. كانت المزايا التي أتى بها المشي على رجلين هي أنه ترك اليدين حرتين وقادرتين على التقاط الأغراض (كحمل الأطعمة والصغار)، وسمح للأعين بأن تنظر متجاوزة الأعشاب الطويلة للبحث عن مصادر الغذاء المحتملة أو ترقب المفترسات. لكن رغم ذلك، يجادل كثير من الأنثروبولوجيين بأن هذه المميزات لم تكن كبيرة كفاية لتتسبب في ظهور المشي على رجلين.
تظهر دراسة أجريت على تطور الرئيسيات ومورفولوجيتها أن كل القردة، حديثة أو أحفورية، تظهر تكيفات بالهيكل العظمي لوضعية انتصاب الجذع، وأن أحافيرا مثل الأورورين التوجيني تظهر مشيا على رجلين منذ 6 ملايين عام، وهو الوقت الذي حدث خلاله انفصال بين البشر والشمبانزي والذي توضحه الدراسات الجينية. يقدم ذلك اقتراحا بأن المشية المنتصبة على ساقين بدأت كتكيف للعيش على الأشجار. كما أوضحت الدراسات التي أجريت على أفراد الأوانج أوتان الحالي بسومطرة أن هذه القردة تستخدم أربعة أرجل لتمشي على الأفرع الضخمة والثابتة، وتتأرجح على الأفرع الأصغر قليلا، لكنها تكون ماشية على رجلين وتبقي سيقانها مستقيمة جدا حينما تمشي على أفرع مرنة كثيرة بقطر 4 سم، بينما تستخدم أذرعها أيضا لتوازن وتعطي أنفسها مزيدا من الدعم. وهذا يمكنها من الاقتراب أكثر فأكثر من حافة مظلة الشجر لالتقاط الثمار أو العبور إلى شجرة أخرى.
كما اقترح أن أسلاف الغوريلا والشمبانزي أصبحوا أكثر مهارة في تسلق الجذوع العمودية للأشجار بوضعية تُثنى فيها الركبة ويثنى فيها الورك، تماما كما يحدث في المشية المفصلية التي يمشون بها على الأرض. وقد كان ذلك بسبب التغيرات المناخية التي حدثت منذ 11 إلى 12 مليون عام، والتي أثرت على الغابات في شرق ووسط أفريقيا، لذلك فقد جاءت فترات حالت فيها الفتحات دون التنقل من عبر مظلات الأشجار، وفي تلك الأوقات كان الأسلاف من أشباه البشر قد طوروا سلوك المشية المنتصبة للمشي على الأرض. يرتبط البشر عن قرب بهذه القردة، ويتشاركون معها في صفات مثل عظام الرسغ التي أصبحت قوية بوضوح من أجل المشية المفصلية.
إلا أن الرأي القائل بأن أسلاف البشر كانوا يمشون على مفاصلهم أصبحت محط تساؤل الآن بسبب اختلاف تشريح مشي الشمبانزي والغوريلا المفصلي وآلياته البيولوجية، مما يشير إلى أن هذه القدرة تطورت بشكل مستقل بعد آخر سلف مشترك مع نسل البشر. وتشير مزيد من الدراسات التحليلية المقارنة برئيسيات أخرى إلى أن تكيفات عظام الرسغ تلك تدعم التنقل على أشجار النخيل.
وقعت التغيرات الموفولوجية الجذرية قبل تطور القرد الجنوبي النحيل؛ فقد أصبحت بنية الحوض والأقدام متشابهة كثيرا مع تلك الخاصة بالبشر الحاليين. كما أن أسنانها تملك أنيابا صغيرة، إلا أن الأسترالوبيثكس طور بوجه عام أسنانا خلف نابية أكبر وميناء أسمك.
لم يكن معظم أفراد نوع القرد الجنوبي أمهر بأي شكل في استخدام الأدوات مقارنة بالرئيسيات غير البشرية الحديثة، إلا أنه من المعروف أن القردة الأفريقية الحديثة، ومؤخرا الغوريلا، تستخدم أدوات بسيطة (كتكسير الجوز بالحجارة واستخدام العصي الطويلة للتنقيب عن النمل الأبيض بين الأكوام)، وقد شوهدت قردة الشمبانزي وهي تستخدم الرماح (دون رميها) للصيد.
لوقت طويل، لم يكن معروفا أن القرد الجنوبي العفاري كان يستخدم أدوات حجرية، وكان السائد بين علماء الأنثروبولوجيا القديمة أن الآثار الحجرية ترجع إلى 2.5 مليون عام مضت فقط. لكن دراسة أجريت عام 2010 أشارت إلى أن أشباه البشر كانوا يحصلون على اللحوم بتقطيع جثث الحيوانات بأدوات حجرية. وهذا الاكتشاف يرجع أول استخدام معروف للأدوات الحجرية بين أشباه البشر إلى 3.4 مليون عام.

## الأسنان
يملك القرد الجنوبي 32 سنا، تماما مثل البشر الحاليين، إلا أن تكوينها يعتبر وسط بين القردة العليا والبشر. فقد كانت الأضراس متوازية، مثلما عند القردة العليا، وهناك انفراج سابق للأنياب. لكنها، وكما البشر الحاليين، تملك أنيابا أصغر، وأسنانها أقل تشابكا مما كانت عليه أسنان أشباه البشر الأقدم. بل وفي الواقع، تشبه أنياب بعض أنواع القرد الجنوبي في شكله القواطع.
كما أن ضروس القرد الجنوبي متراصة بتناسب كما لدى البشر، فهي تملك تيجانا منخفضة، وأربع شرف منخفضة مستديرة لطحن الطعام. وتملك أعرافها أيضا أطرافا قاطعة.
كانت أنواع القرد الجنوبي القوية (مثل أ. بويسي وأ. بوبستس) تملك أسنان خد أو شدقية أكبر، مقارنة بتلك الصغيرة التي تملكها الأنواع النحيلة (مثل القرد الجنوبي العفاري والقرد الجنوبي الأفريقي). ومن المحتمل أنها كانت تتناول نباتات صلبة ومليئة بالألياف، بينما تناولت الأنواع الأصغر من القرد الجنوبي قدرا أكبر من اللحوم. لكن ذلك قد يعزى إلى أن بنيتها الأكبر عموما تحتاج إلى طعام أكثر. وقد ساعدت الضروس في دعم نظامها الغذائي المختلف قليلا، والذي تضمن أطعمة صلبة. كما أن القرد الجنوبي يملك ميناءً سميكا، مثل ذلك الذي يملكه جنس البشراني، بينما تملك القردة العليا الأخرى ميناء أقل سمكا بشكل ملحوظ. يذهب أحد التفسيرات إلى أن سبب سماكة الميناء يرجع إلى أن أشباه البشر هؤلاء كانوا يعيشون على الأرض أكثر من الأشجار، وكانوا دوما يبحثون عن الجوز والحبوب. كما يرجح أنهم كانوا يتناولون الكثير من الأوساخ الرملية مع طعامهم، والتي كانت لتفسد المينا بالأسنان، لذلك كان الميناء السميك مفيدا. وقد يشير ذلك ببساطة إلى حدوث تغير في النظام الغذائي. وقد وجد أيضا أن أسطح ضروس القرد الجنوبي القوي كانت تتآكل بشكل مستوٍ، على عكس الأنواع النحيلة، والتي حافظت على أعرافها، وهو ما يشير إلى اختلاف في النظام الغذائي. وقد امتلك القرد الجنوبي النحيل قواطعا أكبر، مما يشير إلى أنه كان ينهش ويقطع قدرا أكبر من اللحوم ضمن طعامه. وتوضح أنماط تآكل أسطح الأسنان أن النظام كان مليئا أيضا بالنباتات.
عند دراسة أنماط التآكل الدقيقة لأسنان القرد الجنوبي العفاري والقرد الجنوبي الأنامي، فإننا نجد أن القرد الجنوبي العفاري لم يستهلك قدرا كبيرا من الأعشاب أو البذور، بل تناول بدلا من ذلك فواكها وأوراقا، لكن أ. أنامينسيس تناول الأعشاب والبذور إضافة إلى الفواكه والأوراق.

## النظام الغذائي
في دراسة أولية أجراها عالم الأنثروبولوجي ألان ووكر عام 1979 على التآكل الدقيق لأسنان حفرية لقرد جنوبي وجد أن القرد الجنوبي القوي كان يقتات على الفاكهة بشكل كبير. وقد كانت أنواع القرد الجنوبي تأكل الفاكهة، الخضراوات، السحالي الصغيرة، والدرنات. هناك الكثير من الأبحاث التي ركزت على المقارنة بين النوع الجنوب أفريقي والبارانثروبوس روبستس. وقد أظهرت تحليلات التآكل الدقيق لدى هذين النوعين أن أ. أفريكانوس، مقارنة بالروبستس، أظهر قليلا من علامات التآكل الدقيق ومزيدا من الخدوش، وليس التجاويف، على وجَيهات تآكل الضروس.
وقد فسرت هذه الملاحظات كدليل على أن ب. روبستس ربما يكون قد اقتات على أطعمة صلبة وجافة، كالجوز والبذور. ومؤخرا، أثبتت تحليلات جديدة مبنية على هياكل ثلاثية الأبعاد لوجَيهات التآكل صحة الأبحاث السابقة، لكنها أشارت أيضا إلى أن ب. روبستس تناول الأطعمة الصلبة فقط كغذاء احتياطي، بينما تناول أ. أفريكانوس قدرا أكبر من الأطعمة الجافة.
وفي عام 1992، أوضحت دراسات العناصر الأثرية لنسب السترنشيوم والكالسيوم في أحافير القرد الجنوبي القوي احتمالية استهلاك لحوم الحيوانات، وهو ما أثبت أيضا في عام 1994 بالدراسات التحليلية لنظائر الكربون المستقر.
وفي عام 2005، وجدت أحافير لعظام حيوانات بعلامات ذبح ترجع إلى 2.6 مليون عام مضت، وذلك في موقع بالجونة بإثيوبيا. وتوضح الأدلة الأحفورية استهلاكا للحوم من قبل ثلاثة أنواع على الأقل من أشباه البشر الذين وجدوا منذ قرابة 2.5 إلى 2,6 مليون عام، وهم أ. أفريكانوس، أ. غاري، وب. آيثيوبيكوس.
أما في عام 2010، فقد وجدت عظام لحيوانات مذبوحة بعمر 3.4 مليون عام في إثيوبيا، قرب المناطق التي وجدت فيها أحافير القرد الجنوبي.

## اكتشافه
اكتشفت أقدم آثار القرَدة الجنوبية عام 1924 إثر اكتشاف عالم التشريح النمساوي ريموند دارت لجمجمة طفل متحجرة في موقع تونج الذي يبعد حوالي 200 ميلا إلى الجنوب الغربي من مدينة جوهانسبيرغ. ويبلغ طفل تونج من العمر 5-6 سنوات وفق الدلائل التي وفرتها دراسة الأسنان والاضراس وادرك دارت اهمية اكتشافه هذا والذي أطلق عليه اسم أستراوبتيكوس الأفريقي (القردة الجنوب إفريقية). فنشر تقريراً حوله في المجلة العلمية الاسبوعية البريطانية «الطبيعة» (Nature) الصادرة عام 1925م. وقد رأى دارت في هذه الجمجمة نوعاً من «الحلقة المفقودة» بين القردة الحالية وبين الإنسان. ورغم ما ينطوي عليه مفهوم «الحلقة المفقودة» من مغالطة فإن دارت دلل على الظواهر البشرية للجمجمة. وقد استقبل الوسط العلمي آنذاك تقرير دارت بنوعٍ من عدم الارتياح ذلك انه جاء مناقضاً لوجهة النظر السائدة في ذلك الوقت، والتي كانت تقول أن أصل الإنسان في أوروبا أو آسيا وليس في أفريقيا.
وتواصلت الأبحاث في جنوب أفريقيا حتى بلغ عدد متحجرات القرد الجنوبي في خمسة مواقع عام 1949 ثلاثين فرداً. أما أهم اكتشافات هذا النوع فأغلبها كانت في شرق أفريقيا. ومن أهم مواقع المتحجرات المنطقة المعروفة باسم خانق اولدوفاي شمال تنزانيا. وهي منطقة تحتوي على سجلات جيولوجية وحفرية وآثارية هامة.

## تطور القردة الجنوبية
عاشت قطعان القردة الجنوبية في مناطق محددة كحال قرود الشمبانزي في أيامنا وفي مساحة تقدر بـ25 كم2 تحدها أنهار وجبال. ويرجح العلماء أن تطورها من قرود بدأ قبل ثمانية ملايين من السنين، عندما كانت غابة كثيفة تغطي إفريقية من أولها لآخرها. وقد بدأت بذور التحول قبل ذلك بوقت طويل ربما قبل 70 مليون سنة تحت سطح البحر حيث يتوسع قعر المحيط[ ؟ ] بسرعة نمو الأظافر مما يتسبب في تحرك كتلة ضخمة من القشرة الأرض[ ؟ ] نحو الشمال، اليوم يطلق على تلك البقعة اسم الهند.
سبب اصطدامها بآسيا بروز كتلة ملتوية من الصخور ترتفع قمتها 8 كم وتمتد كتلتها على طول 2400 كم، إنها جبال الهيمالايا. كان لهذه الجبال تأثير غير عادي على طقس الكوكب. لقد تشكلت بسببها أقوى الأعاصير على الإطلاق، وسحبت تلك الأعاصير الرطوبة من الهواء، وأصبحت تيارات الرياح التي تصل إفريقية جافة نسبياً، بدل أن تكون رطبة، مما أدى إلى تراجع الغابات المطرية، ومع مرور ملايين السنين اتخذت الأرض حلة جديدة، سهول واسعة وأشجار متفرقة. كل شيء بدءاً من الخنافس وحتى القرود اضطر لمجاراة التغيرات الكبرى. بعض القرود المعلقة بالشجر تحولت وتطورت بعد أن اضطرت لقضاء مزيد من الوقت على الأرض، فصاروا أفارينيسيس منتصبين.

## مزايا الانتصاب
من السهل أن نتصور أن السير المنتصب يتمتع بمنافع واضحة فبفضله يستطيع القرد الجنوبي أن يقف على طوله ويرى مسافة أبعد. لكن هذا يعني أن الآخرين يمكن أن يشاهدوه أيضاً. لم يقدم الانتصاب له مزيداً من السرعة ولا مزيداً من الأمن، والحقيقة أن السير على قدمين يعتبر ميزة مفصلية لكن لأسباب غريبة جداً، منها الجنس، وبعض التوفير في الطاقة العضلية، ففي بيئة يختلط فيها العشب بالشجر، يعد السير على اثنتين أكثر فعالية. رغم أن الطاقة التي يوفرها الانتصاب مقارنة بالمشي على أربع قليلة جداً، لكن حتى كمية قليلة كهذه تعد مهمة. إذ يمكن لأنثى القرد الجنوبي بفضلها أن تتعافى أسرع قليلاً بعد الولادة. قد يعني ذلك، أنها يمكن أن تنجب طفلاً إضافياً خلال عمرها، وطفل إضافي قد يكون الفرق ما بين بقاء النوع وانقراضه.

## كشف أشهر هيكل لقرد جنوبي
في عام 1974 نبش العلماء بقايا عظام فرد من نوع القرد الجنوبي العفاري فكانت أنثى أسموها تيمناً باسم أغنية كانوا يستمعون إليها آنذاك عبر المسجلة، «لوسي في السماء مع الألماس» لفرقة البيتلز.

## روابط
- بي بي سي